# رالف ناف
رالف ناف (بالإنجليزية: Ralph Näf)‏ مواليد 10 مايو 1980 في سويسرا، هو دراج سويسري. شارك في دورة الألعاب الأولمبية الصيفية.

## روابط خارجية
- رالف ناف على موقع الاتحاد الدولي للدراجات (الإنجليزية)
- رالف ناف على موقع أرشيف الدراجات (الإنجليزية)
- رالف ناف على موقع MTB Data (الإنجليزية)
- رالف ناف على موقع أوليمبيديا (الإنجليزية)